# Circondario di Wittstock
Il circondario di Wittstock (in tedesco Kreis Wittstock) era un circondario della Repubblica Democratica Tedesca, parte del distretto di Potsdam.

## Storia
Il circondario di Wittstock fu istituito il 25 luglio 1952 con la riforma amministrativa della RDT; si estendeva su territori già appartenuti al disciolto circondario dell'Ostprignitz.
Il 17 maggio 1990 assunse il nuovo nome di Landkreis Wittstock ("circondario di Wittstock"), e poco dopo, in seguito alla riunificazione tedesca, divenne parte dello stato del Brandeburgo.
Il 6 dicembre 1993, nell'ambito della riforma amministrativa del Brandeburgo, il circondario di Wittstock venne soppresso; le città e i comuni che lo componevano passarono tutti al nuovo circondario dell'Ostprignitz-Ruppin.